# Limba neneț
Limba neneț (ненэцяʼ вада) sau nenețea este o limbă vorbită de poporul neneț din nordul Rusiei. Limba face parte din grupul samoedic a limbilor uralice.

## Ortografie
Primele cărți în limba neneț au fost scrise încă în secolul XIX. Ele au fost scrise cu alfabetul rusesc fără câteva litere. 
În anul 1931 a fost creat alfabetul neneț pe baza grafiei latine. A început scrierea și lansarea masivă a manualelor de limba neneț, ziarelor și literaturii artistice în această limbă. Primul abecedar samoiezilor se numea «Jadәj wada» . 
În anul 1937 alfabetul neneților, precum alfabetele altor popoarelor din URSS a fost transliterat în grafia chirilică.
Actualmente, limba este scrisă cu o versiune a alfabetului chirilic:
| А а | Б б | В в | Г г | Д д | Е е | Ё ё | Ж ж |
| З з | И и | Й й | К к | Л л | М м | Н н | Ӈ ӈ |
| О о | П п | Р р | С с | Т т | У у | Ф ф | Х х |
| Ц ц | Ч ч | Ш ш | Щ щ | Ъ ъ | Ы ы | Ь ь | Э э |
| Ю ю | Я я | '   | "   |     |     |     |     |

## Limba neneț în viața cotidiană
Deși numărul vorbitorilor acestei limbi este destul de neînsemnat (cca. 26.700 de vorbitori), totuși în districtele autonome precum Neneția și Iamalia-Neneția această limbă are statut oficial, de aceea toate plăcile de pe instituțiile statului sunt dublate în limba neneț.
De asemenea, începând cu 7 noiembrie 1929 în orașul Narian-Mar (reședința  Districtului autonom Neneția) se editează un ziar săptămânal în limba neneț sub numele "Наръяна Вындер" (în română: omul de tundră). 
1. ↑  Language